# Pyhä-Luosto Nationalpark
Pyhä-Luosto Nationalpark (Pyhä-Luoston kansallispuisto) er en nationalpark i Lappland, Finland. Den blev etableret i 2005, da Finlands ældste nationalpark, Pyhätunturi Nationalpark (etableret i 1938) blev forbundet med Luosto. Dette gør Pyhä-Luosto Finlands ældste, men samtidig en af dens nyeste nationalparker. Den nye park dækker et areal på 142 km², og omfatter geologiske specialiteter, gamle skove og vådområder.
Parkens base er dannet af Finlands sydligste 12-toppede bjerglinje, kaldet tunturi Tunturis er rester af alpe-lignende bjerge der er 2 milliarder år gamle. 200 år gamle eller ældre fyrreskove vokser på bakkerne. De højeste tunturi er Noitatunturi, der er 540 moh. og Ukko-Luosto der er 514 moh.